# Leo XII.

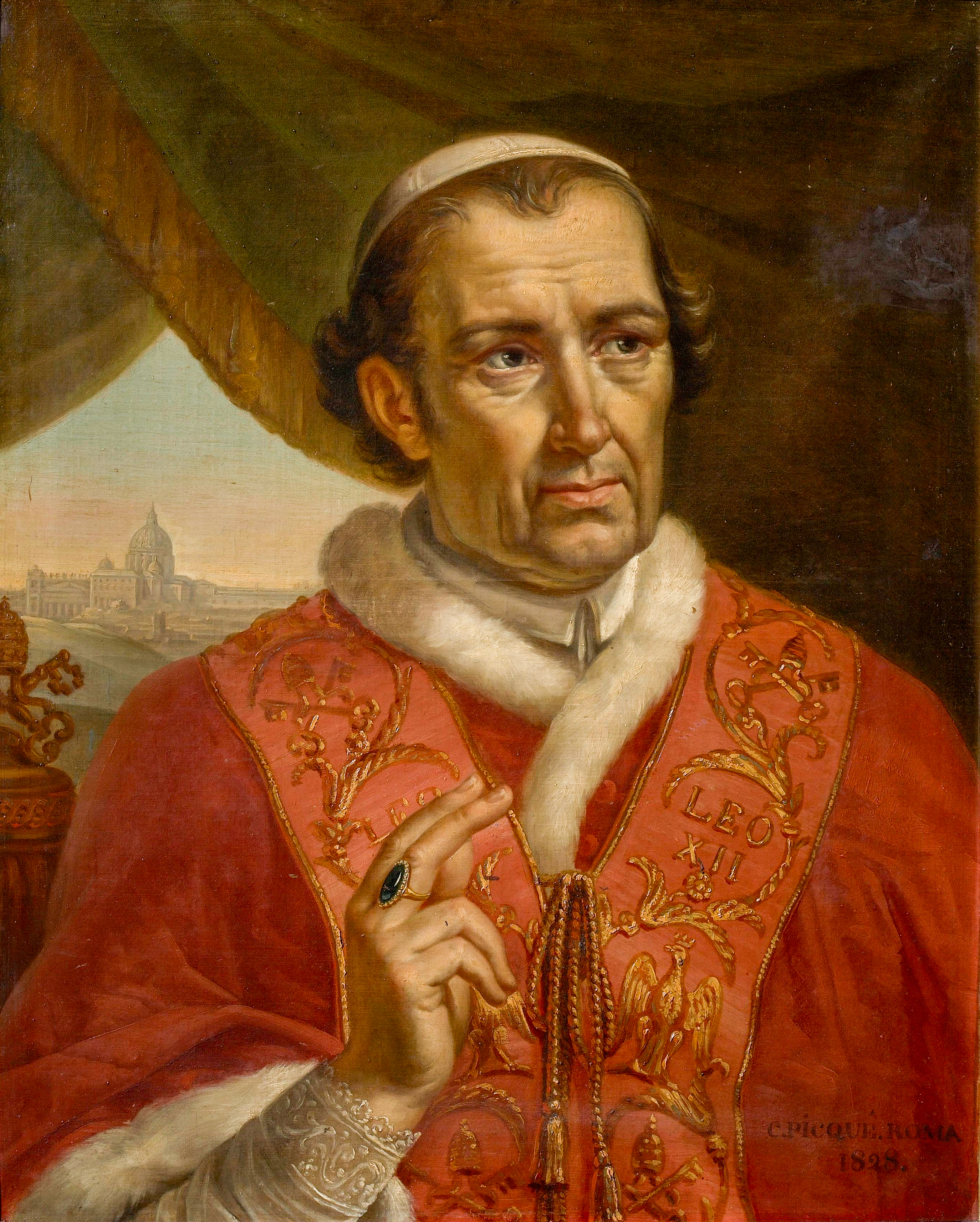
Charles Picqué: Papst Leo XII. (ca. 1830), Grootseminarie, Mechelen

Wappen Leos XII., Nachzeichnung

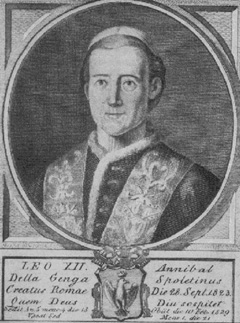
Leo XII., zeitgenössische Abbildung

Leo XII. (geboren als Annibale Francesco Clemente Melchiorre Girolamo Nicola della Genga), (* 22. August 1760 auf der Burg von Genga bei Fabriano in den Marken, Kirchenstaat; † 10. Februar 1829 in Rom) war von 1823 bis 1829 der 252. Papst der römisch-katholischen Kirche.

## Herkunft und klerikale Karriere
Annibale della Genga entstammte einer italienischen Grafenfamilie. Von 1783 bis 1790 studierte er an der Accademia dei Nobili Ecclesiastici. Ab 1793 war der Kirchenjurist Titularerzbischof von Tyrus. 1794 wurde er zum Nuntius in Köln berufen. Er konnte aber wegen der Besetzung des Rheinlands durch französische Truppen seine Amtsgeschäfte dort nicht aufnehmen und residierte deshalb in München, wo er formal von 1795 bis 1796 Internuntius war. 1814 wurde er Nuntius in Paris, 1816 Bischof von Senigallia und Kardinal (Titelkirche: Santa Maria in Trastevere). Im Jahr 1820 wurde er Generalvikar der Diözese Rom. Das Konklave wählte ihn am 28. September 1823 zum Papst.

## Pontifikat
Im 19. Jahrhundert bestanden im Kardinalskollegium zwei Flügel: die zelanti (Eiferer), welche die Auseinandersetzung mit den modernen Geistesströmungen offensiv aufnahmen und dabei auch Konflikte mit den Staaten riskierten, und den politicanti (Politikern), die um Diplomatie bemüht und auf Ausgleich bedacht waren.
Leo XII. wurde zu den zelanti gezählt und brach mit der Reformpolitik, von der sich der Kardinalstaatssekretär Ercole Consalvi († 1824) unter seinem Vorgänger Pius VII. hatte leiten lassen. So entsandte er 1824 Kardinal Agostino Rivarola nach Ravenna, wo dieser die päpstliche Herrschaftsgewalt mit teils drastischen Mitteln wiederherstellte. Erst ab 1826 änderte Leo seine Politik und bemühte sich um eine Verbesserung der Beziehung des Kirchenstaates mit anderen europäischen Staaten.
Gleich zu Beginn seines Pontifikates verurteilte er den Tolerantismus, den Indifferentismus und die Zugehörigkeit zu Bibelgesellschaften, die sich überall gebildet hatten. Leo XII. scheint die im 19. Jahrhundert aufblühende und vom Geist der Aufklärung zehrende Wissenschaft mit großem Misstrauen verfolgt zu haben, insbesondere, wenn durch sie religiöse Haltungen ins Wanken zu geraten drohten.
Dafür, dass Leo XII. die Pockenschutzimpfung verboten hätte, gibt es jedoch keinen Beleg. Dem Papst wird oft das Zitat zugeschrieben:

“Chiunque procede alla vaccinazione cessa di essere figlio di Dio: il vaiolo è un castigo voluto da Dio, la vaccinazione è una sfida contro il Cielo.”

„Wer auch immer sich der Impfung unterzieht, hört auf, ein Kind Gottes zu sein. Die Pocken sind ein Strafgericht Gottes, die Impfung ist eine Lästerung des Himmels.“

Donald J. Keefe forschte nach diesem vermeintlichen Zitat und konnte keine historischen Belege dafür finden.
Leo XII. feierte das Heilige Jahr von 1825, in dem er u. a. die Leonina prägen ließ. Das Jahr wurde innerhalb Italiens zu einem Erfolg, Pilger aus anderen Ländern reisten hingegen kaum nach Rom.